# Solar Alves Lanhoso
O Solar Alves Lanhoso é uma construção do século XIX, localizada na cidade de Itatiba, no estado de São Paulo.

## Histórico
Foi construído em 1859 para ser a residência de Bento Lacerda Guimarães, o barão de Araras. Posteriormente pertenceu as famílias Alves Cardoso e Lanhoso. Atualmente, o solar é usado como ponto comercial.

## Tombamento
A edificação está tombada pelo Conselho de Defesa do Patrimônio Histórico - Condephaat por meio da Resolução 22 de 03/07/1987; inscrição no Livro do Tombo nº 275, p. 71, 18/07/1988; número do processo:  24520/86.

## Arquitetura
Construído em taipa de pilão, a edificação é térrea, com telhado em telhas capa e canal ,com janelas dispostas seguindo um ritmo constante. Encontra-se implantado nos alinhamentos do lote de esquina.